# Kemune
Kemune,  che si ipotizza possa corrispondere all'antica città di Zakhiku, è un sito archeologico studiato per la prima volta nel 2018 durante la secca dell'acqua nel bacino idrico della diga di Mosul nel Governatorato di Ninive, nel nord dell'Iraq. La città, appartenente al regno di Mitanni, fu distrutta da un terremoto intorno al 1350 a.C. .

## Descrizione
Il sito è stato scavato per la prima volta da archeologi tedeschi e curdi nell'autunno 2018, sotto la direzione di Ivana Puljiz dell'Università di Tubinga. Questa campagna di scavi, durante la quale furono scoperte dieci tavolette del regno Mitanni, concentrò i propri lavori principalmente sui resti di un importante palazzo.
Nei primi due mesi del 2021 il sito è tornato nuovamente alla luce, sempre a causa della siccità, ed anche in quest'occasione e stata organizzata una nuova campagna di scavi condotta dalla stessa Università di Tubinga, questa volta in collaborazione con l'Organizzazione archeologica del Kurdistan. Oltre a mappare la maggior parte del sito, sono state recuperate circa 100 tavolette cuneiformi, che risalgono al primo periodo assiro medio. Il sito a giugno del 2022 è tornato nuovamente sotto le acque.
La struttura più importante del sito è relativa ad un palazzo costruito sulle rive del fiume Tigri,, i cui resti arrivano ad un'altezza di circa due metri, e che  conservano resti di pitture murali, ben conservate. Secondo la direttrice degli scavi, sono evidenti due diverse fasi di utilizzo del palazzo, che dimostrano come l'edificio sia stato in uso per molto tempo.
Sulla base delle traduzioni di alcune delle tavolette di argilla cuneiformi ritrovate sul posto, studiosi dell'Università di Heidelberg hanno ipotizzato che questo corrisponda all'antica città di Zakhiku. 